# Charles Clerke
Charles Clerke (Wethersfield, Essex, Inglaterra; 22 de agosto de 1741 - mar frente a Kamchatka, Rusia; 22 de agosto de 1779) fue un marino británico y compañero de John Byron y James Cook en sus viajes de descubrimiento a los Mares del Sur.

## Biografía
Charles Clerke nació en una granja. Fue cuarto hijo de un juez en Wethersfield, un pueblo del condado de Essex. A los 13 años ingresó en la Marina Real británica de Portsmouth y se convirtió allí en cadete. Durante la guerra de los Siete Años Clerke sirvió en el Dorsetshire y el Bellona. De 1764 a 1766 navegó alrededor del mundo en el Dolphin bajo el mando del capitán John Byron, durante el cual se descubrieron muchas islas para Europa.
En el primer viaje de James Cook (1768-1771), Clerke fue guardiamarina en el barco HMB Endeavour. Durante ese viaje fue ascendido a teniente. En el segundo viaje (1772-1775) fue asignado como teniente en la Resolution. En el tercer viaje de James Cook (1776-1779) Clerke fue capitán del HMS Discovery y lugarteniente de Cook.

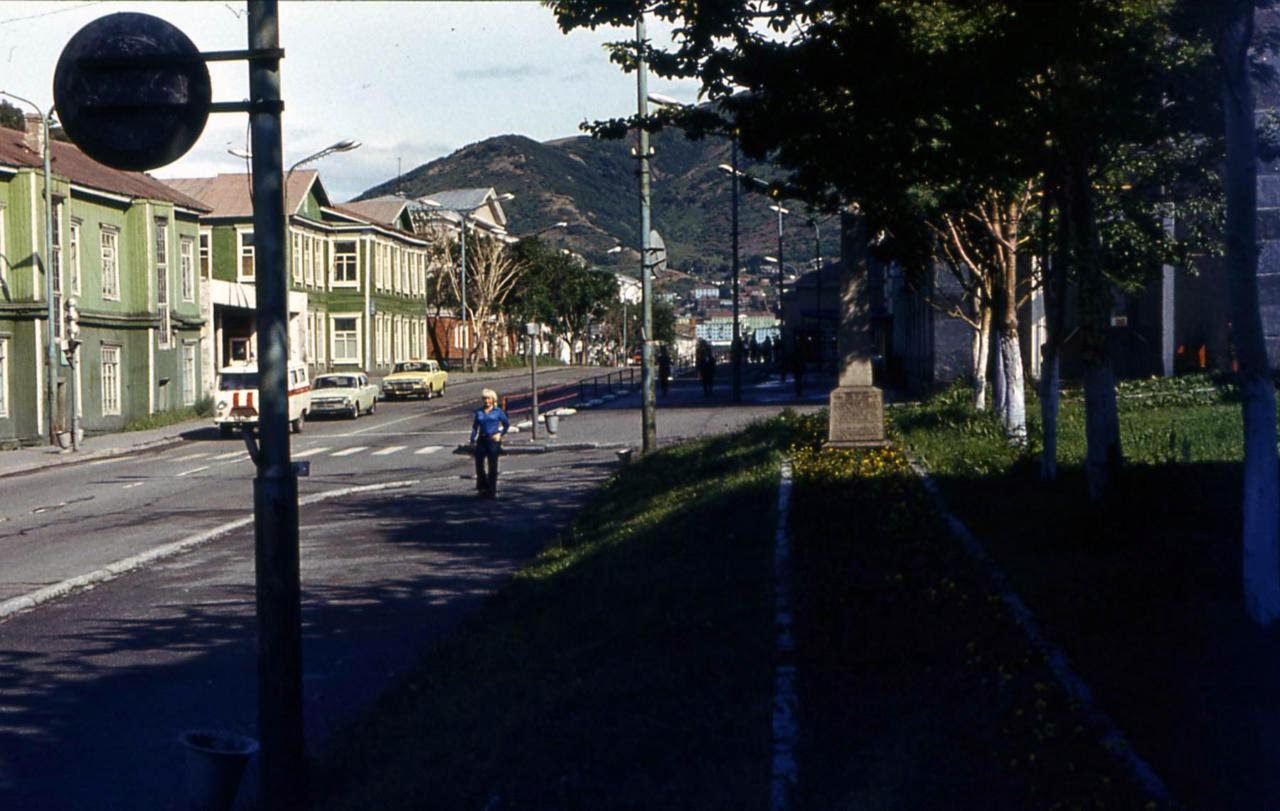
La tumba de Charles Clerke (derecha) en Petropávlovsk-Kamchatsky, 1979

Después de que James Cook fuera apuñalado hasta la muerte por nativos en Hawái en 1779, Clerke tomó el mando del Resolution y de toda la expedición y navegó hacia el norte para buscar el paso del océano Ártico al océano Atlántico (véase paso del Noroeste). Sin embargo, tuvo que regresar a Kamchatka sin éxito y murió de tuberculosis frente a las costas de Kamchatka. 
El cuerpo de Charles Clerke fue después enterrado el 29 de agosto de 1779 cerca del puerto de Petropávlovsk-Kamchatski, Kamchatka, Rusia.
John Gore, segundo oficial del Discovery, tomó entonces el mando de la expedición y navegó de regreso a Inglaterra, donde llegaron los barcos el 4 de octubre de 1780.